# Das Mädchen mit dem Perlenohrring
Das Mädchen mit dem Perlenohrring (niederländisch: Meisje met de parel) ist das populärste Gemälde Jan Vermeers. Die Bekanntheit des um 1665 entstandenen, 45 Zentimeter hohen und 40 Zentimeter breiten, mit Öl auf Leinwand gemalten Porträts beruht vor allem auf der modernen Rezeption und darauf, dass dieses Werk 1995 und 1996 der Aufhänger einer erfolgreichen Vermeer-Ausstellung im Mauritshuis in Den Haag war. Das nicht datierte Bild ist signiert mit IVMeer und ist Bestandteil der Schausammlung des Mauritshuis.

## Beschreibung
Das Gemälde Das Mädchen mit dem Perlenohrring zeigt ein Mädchen, ohne es mit Attributen in einen erzählerischen Kontext zu stellen. Wer die Abgebildete ist, ist nicht bekannt. Es könnte ein bezahltes Modell gewesen sein, ein Tronie, oder aber das Bild war eine Auftragsarbeit. Das Porträt ist als Schulterstück ausgeführt, sodass das Gesicht und die Schulteransätze zu sehen sind; das Bild endet also auf der Höhe der Achseln. Das Mädchen trägt eine beigefarbene Jacke, von der sich der weiße Kragen deutlich absetzt. 
Zudem bildet die Jacke einen Kontrast zum blauen Turban mit dem gelben herabfallenden Tuch. Er ist ein Zeichen für das in der damaligen Zeit vorhandene Interesse an der morgenländischen Kultur infolge der Türkenkriege. Im 17. Jahrhundert waren Turbane deshalb ein beliebtes und weit verbreitetes Accessoire in Europa. Besonders auffällig ist das Gehänge am Ohr des Mädchens, das aus der Schattenzone des Halses hervorsticht und im Licht funkelt. Das Mädchen interagiert mit dem Betrachter, indem es ihn direkt anblickt und den Mund leicht geöffnet hält, was in der niederländischen Malerei häufig die Andeutung einer Ansprache des Bildbetrachters darstellt.
Der Bildhintergrund ist neutral und sehr dunkel, aber aufgrund seiner Vielfarbigkeit nicht schwarz. Er verstärkt die Helligkeit des Mädchens, insbesondere die seiner Haut. Die Kleidung des Mädchens wurde von Vermeer mit annähernd reinen Farben gemalt.

## Restaurierung
Bei der Restaurierung des Gemäldes 1994 wurde der alte Firnis abgetragen und durch einen neuen ersetzt, sodass die Farben leuchtender wirken. Dabei kam auch ein kleiner Punkt weißer Farbe auf der rechten Seite der Unterlippe zutage. Zudem zeigte sich, dass auf der Perle eine Reflexion zu viel zu sehen war, die nicht von Vermeer stammte.

## Provenienz

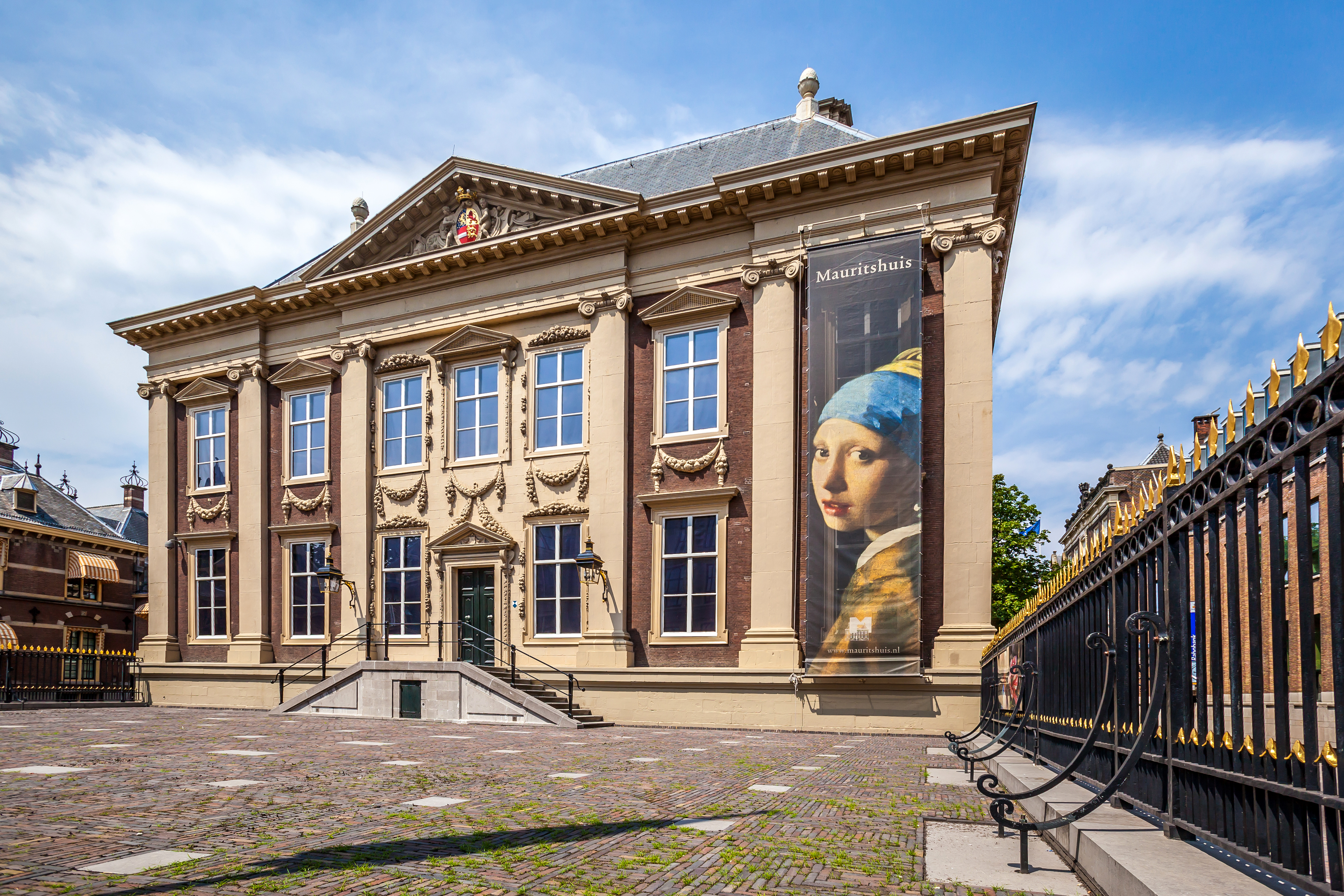
Mauritshuis

Das Mädchen mit dem Perlenohrring wurde 1881 auf einer Auktion in Den Haag versteigert. Bei der Besichtigung fiel das Bild Victor de Stuers auf, einem mit Kunst befassten Referenten im königlich niederländischen Ministerium des Innern, der es dem befreundeten Kunstsammler Arnoldus Andries des Tombe († um 1903) empfahl. Von dieser Begebenheit existieren zwei Berichte. In einem wird behauptet, Stuers habe trotz des schlechten Zustandes das Bild als einen Vermeer erkannt, im anderen wird nahegelegt, dass die Urheberschaft Vermeers erst nach der Reinigung mit der Freilegung der Signatur ersichtlich wurde. Stuers beschloss, nicht gegen des Tombe zu bieten, der es für zwei Gulden und eine Prämie von 30 Cent ersteigerte.
Das Porträt war, wie die gesamte Sammlung des Tombes, in seinem Haus der Öffentlichkeit zugänglich, wo es 1885 Abraham Bredius erstmals als ein Werk Vermeers lobte. Nach dem Tod des Tombes 1902 ging das Bild, wie es in seinem geheimen Testament verfügt war, mit 15 weiteren Werken in den Besitz des Mauritshuis über.

## Rezeption
Ursprünglich trug das Gemälde den Titel Meisje met tulband (Das Mädchen mit dem Turban). Später bekam es in Holland den Namen Meisje met de parel. Der deutsche Name des Bildes stammt aus der Übersetzung von Girl with a Pearl Earring, was ursprünglich mit Porträt einer jungen Frau mit Perlenohrringen übersetzt wurde. Weitere Übersetzungen sind Mädchenbildnis und Mädchenporträt. Im deutschsprachigen Katalog des Mauritshuis heißt das Gemälde Mädchen mit dem Perlenohrring.
Umstritten ist, ob es sich bei dem titelgebenden Schmuckstück tatsächlich um eine Perle handelt. Die auf dem Gemälde abgebildete Perle ist größer als der Augapfel des Mädchens. Eine Perle solcher Größe wäre weder für das Mädchen noch für Vermeer erschwinglich gewesen. Wissenschaftler des Mauritshuis gehen daher davon aus, dass es sich um eine silberne Kugel oder eine Glasperle handelt, worauf auch die Art der Reflexion hindeutet.
In jüngster Zeit wurde das Bild Das Mädchen mit dem Perlenohrgehänge vermehrt rezipiert und avancierte zum populärsten Werk Vermeers:
- Der 2001 erschienene Roman Das Mädchen mit dem Perlenohrring von Tracy Chevalier stellt das Mädchen fiktiv als eine Hausmagd der Vermeers dar und wurde 2003 als Das Mädchen mit dem Perlenohrring verfilmt.
- Im Legoset 60008 „Museumsraub“ ist ein ganz ähnliches „Bild“ enthalten.
- Schon 1986 (deutsch 1988, Piper Verlag) widmete die italienische Autorin Marta Morazzoni in der Novellensammlung Das Mädchen mit dem Turban dem Bild die Titelnovelle.
- 1995 bildete die Erzählung Intimität oder Das Mädchen mit dem Perlenohrgehänge den ersten Teil des Erzähltryptichons Königswege von Jochen Schimmang.[12]
- 2014 griff der britische Künstler Banksy das Werk auf und gestaltete eine Fassade im Bristoler Stadtteil Spike Island mit Vermeers Motiv. Statt des Perlenohrrings nutzte der Künstler eine vorhandene Alarmanlage als Readymade für seine Interpretation.[13]

## Anschlag auf das Gemälde
Am 27. Oktober 2022 wurde das Gemälde Ziel einer Aktion von Klimaaktivisten. Ein Mann versuchte seinen Kopf an dem Gemälde festzukleben, ein anderer schüttete ihm eine Dose mit einer roten Flüssigkeit über den Kopf. Die Aktivisten gehörten der Gruppe Just Stop Oil an, die bereits am 14. Oktober 2022 das Gemälde Zwölf Sonnenblumen in einer Vase von Vincent van Gogh attackiert hatte. Drei Beteiligte wurden festgenommen und später zu einer Haftstrafe von zwei Monaten verurteilt. Das Museum gab bekannt, dass das hinter Glas befindliche Gemälde nicht beschädigt wurde.